# Alessandro Caruso
Alessandro Caruso (* 4. Juli 1980 in Karlsruhe) ist ein ehemaliger deutscher Fußballspieler.

## Karriere
Caruso begann seine Fußballlaufbahn in der Jugend der SG Siemens Karlsruhe, 1997 wechselte er zur A-Jugend des Karlsruher SC. 1999 spielte er für die Amateure des KSC erstmals drittklassig: Der defensive Mittelfeldspieler wurde zwar vorrangig in der zweiten Mannschaft eingesetzt, kam aber auch auf drei Spiele in der 2. Bundesliga. In der Regionalligasaison 2001/02 war er Stammspieler für die Amateure des VfB Stuttgart. Zur Saison 2002/03 wechselte Caruso zum 1. FC Saarbrücken, bei dem er ebenfalls gleich in der ersten Saison einen Stammplatz in der Ersten Mannschaft hatte. Mit dem FCS stieg Caruso 2004 in die Zweite Liga auf. 
2005 ging er zum Ligakonkurrenten Eintracht Braunschweig, bei dem er sich jedoch nicht durchsetzen konnte. Er wagte zur Saison 2006/07 „einen Schritt zurück“, ließ seinen Vertrag auflösen und wechselte erneut in die Regionalliga Süd, diesmal zum SV Wehen. Doch auch hier enttäuschte er bei seinen sieben Einsätzen und wurde zur Rückrunde in die Zweite Mannschaft (Landesliga) „verbannt“.
Zur Saison 2007/08 wechselte Caruso in die Regionalliga Nord zum VfB Lübeck. Nach der Spielzeit war er arbeitslos und hielt sich in einer Mannschaft vereinsloser Profis unter dem Dach der Vereinigung der Vertragsfußballspieler fit. Im Sommer 2010 ging er zum Oberligisten Goslarer SC 08, mit dem er in der Saison 2011/12 Meister wurde und in die Regionalliga Nord aufstieg. Von 2013 an ließ Caruso seine Laufbahn beim TSV Schilksee in der Fußball-Oberliga-Schleswig-Holstein ausklingen. Inzwischen ist er als Augenoptiker tätig.